# Лични живот Леонарда да Винчија
Италијански полиматичар Леонардо да Винчи (1452–1519) оставио је хиљаде страница списа и цртежа, али је ретко спомињао свој лични живот. Настала неизвесност, у комбинацији са митологизованим анегдотама из његовог живота, резултирала је многим спекулацијама и интересовањем за Леонардов лични живот. Посебно, његове личне односе, сексуалност, филозофију, религију, вегетаријанство, леворукост и изглед.
Леонардо се дуго сматрао архетипским ренесансним човеком, којег је ренесансни биограф Ђорђо Вазари описао као особине које „надмашују природу“ и да је „чудесно обдарен лепотом, грациозношћу и талентом у изобиљу“. Интересовање и радозналост за Леонарда настављају се несмањеним током пет стотина година. Савремени описи и анализе Леонардовог карактера, личних жеља и интимног понашања засновани су на различитим изворима: записима који се тичу њега, његовим биографијама, његовим сопственим писаним белешкама, његовим сликама, његовим цртежима, његовим сарадницима и коментарима које су о њему давали савременици. 